# ルイ11世 (フランス王)

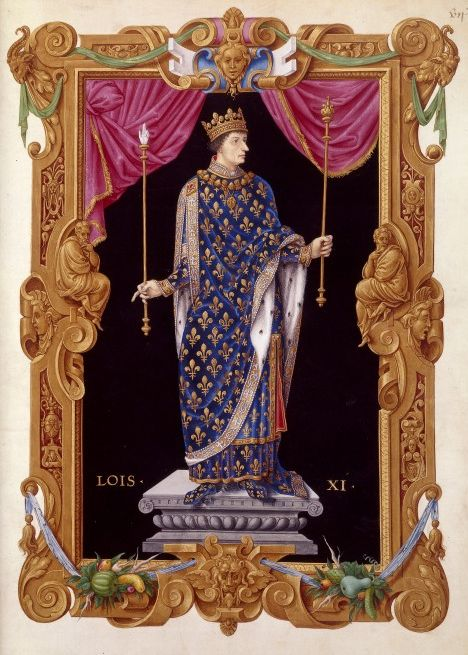
ルイ11世 (Louis XI Bibliothèque Nationale de France)

ルイ11世（Louis XI, 1423年7月3日 - 1483年8月30日）は、フランス・ヴァロワ朝の王（在位：1461年 - 1483年）。慎重王（le Prudent）と呼ばれる。しかし下記の「蜘蛛」のあだ名の方がより知られる。

## 事績
シャルル7世とヴァロワ＝アンジュー家のマリー・ダンジューとの子として、ブールジュに生まれる。その敵たちには忌み嫌われて、「遍在する蜘蛛」（l'universelle araigne）という奇妙なあだ名を付けられていた。良く言えば用心深く、悪く言えば陰険。至るところに網を張って、引っかかった獲物は食べてしまう。その陰謀は父シャルルへも発揮され、1439年と1448年には父王の退位を謀ったが失敗した。1436年にスコットランド王ジェームズ1世の娘マーガレットと結婚し、この結婚によりブリテン島の政治に関心を持つ。大陸での強敵ブルゴーニュ公国が薔薇戦争ではヨーク家を支持していたため、対抗措置としてランカスター家出身の王ヘンリー6世を復帰させるべく策動した。マーガレットは王に顧みられなかったため、詩作に短い生涯を捧げた。彼女の死後1451年に、ルイは8歳のシャルロット・ド・サヴォワと政略結婚を行う。
1461年の即位以来ルイは、近隣の大諸侯の権力を減殺するのに余念がなかった。1462年にはアラゴン王フアン2世からルシヨンとセルダーニュが割譲された。ブルゴーニュ公シャルルを相手に1467年から1477年までの10年間は、権謀術数の限りをつくして戦った。敵地に軍隊を連れずに乗りこみ、ペロンヌ城で勇胆公シャルルと和議を進めながら、公の支配下にあるリエージュに反乱を起こさせようとして失敗し、かえってシャルルの捕虜になったこともある。ブルゴーニュ公の家臣であったが、ルイ11世に敬服し、後に彼の腹心となった年代記作者フィリップ・ド・コミーヌは、この間のルイの行動について冷静で率直な説明を提供している。
ブルゴーニュが中心となった〈公益同盟〉とは3度戦闘を行い、そのたびに王軍は圧倒されたにもかかわらず、スイス軍と同盟してグランソンとモラで勝利を収める。1477年にナンシーの戦いで勇胆公シャルルが戦死した後、1482年のアラス条約でブルゴーニュの大半を獲得し、さらにアンジュー、メーヌ、プロヴァンスなどを併せて、フランス王国の支配基盤を定めた。1472年に教皇ピウス2世とアンボワーズの協約を締結したことにより、フランス国王に国内の聖職禄授与の権利が認められ、その後のガリカニスム発展のきっかけとなる。
死後、オルレアン近郊のクレリ＝サン＝タンドレの僧会教会に葬られた。

## 政治家として、個人としての性格
ルイ11世はシャルル7世の中央集権化政策を引き継ぎ、百年戦争後の荒廃したフランスを統一させるに最も成功した王である。その領土併合にあたって、戦争よりも主に外交・政治的な陰謀を用いて国内平和を保ったことは注目に値する。ユーグ・カペー以来のフランス君主の《分割して統治せよ》という伝統政策に結びつけられた王とも言える。ルイ11世は印刷術の始まりを保護し、その寛大さから《きわめてキリスト教的な国王》という称号をローマ教会から勝ち得た。また、養蚕を南フランスで普及させ鉱山を開発するなど、賢明な産業政策を行っている。
ブルゴーニュのシャルルに対するルイ11世は、封建制領主の典型と戦う近代君主と形容されることがある。たしかにルイはシャルルが体現する騎士道精神には、嘲弄と軽蔑しか示さなかった。しかし、厄日の慣習を真面目に守り、「神と聖母マリアの恩寵を他のいかなる君公よりも高い値段で買った」と同時代人に評されるほど聖遺物を崇拝する人物でもあった。裏切りなどものともしなかったのに、聖ロウの十字架にかけて誓ってほしいと願われると「他のものへの誓いならいざ知らず、この十字架への誓いは許されぬ」と拒絶したこともある。
トナカイや大鹿などの珍しい動物の蒐集に熱中し、カラブリアの隠者パオラのフランシスコさえ、ルイの蒐集癖の対象になった。ロレンツォ・デ・メディチと文通し、聖ゼノビウスの指輪のことや「スキティアの仔羊」と呼ばれる不思議な力を持つ植物について話を交わしている。科学に興味を持ち、死刑囚は科学の発展に寄与してから処刑されるべし、との勅令を発した。死刑囚は生きたまま解剖され、医学の進歩に貢献したとしてルイ11世は称賛された。1474年、「ムードンの射手」と呼ばれた盗賊が処刑された。この死刑囚は腎臓結石を患っており、同じ病に苦しむ人々のためにルイ11世は生体解剖を許可したが、死刑囚の解剖で実際に結石を除去できたのか、治療法を確立できたのかは不明である。しかし、彼自身は迷信深く占星術師に取り囲まれ、コミーヌのような人物さえ国王が誰からも愛されていなかったということをはっきりと『年代記』（Memoire ）に書いている。『遺言詩集』でこの王に讃辞を贈っているフランソワ・ヴィヨン同様、現代人には理解困難な、しかし魅力のある歴史上の人物である。
またルイ11世は世界初のビリヤードテーブル持っていた人として知られている。
ルイ11世は敵の情報を集めるためにフランスで最初の郵便局を設立した。

## 子女
マーガレット・ステュアートとの間に子女はいない。
シャルロット・ド・サヴォワとの間には以下の成長した子女がいる。
- アンヌ（1461年 - 1522年） - ブルボン公ピエール2世と結婚
- ジャンヌ（1464年 - 1505年） - フランス王ルイ12世と結婚したが、のち結婚無効となった
- シャルル8世（1470年 - 1498年） - フランス王

また、以下の庶子がいる。
- ジャンヌ - ルイ・ド・ブルボン（ブルボン公シャルル1世の庶子）と結婚
- マリー - サン＝ヴァリエ領主アイマール・ド・ポワチエ（1510年没）と結婚